# Квага
Квага (Equus quagga quagga) — вимерлий підвид рівнинної зебри, що жив у Південній Африці. Довгий час вважалося, що це був окремий вид, але нещодавно[коли?] генетичні дослідження показали, що це був найпівденніший підвид зебри рівнинної. Назва походить від її вигуку, щось на кшталт «Ква-ха-ха»([ˈkwɑːxɑː]).
Квага, вважають, мала близько 257 см завдовжки та 125—135 см заввишки в холці. Головна відмінність від інших зебр — обмежене поле малюнку, в основному коричневих і білих смуг, передньою частиною тіла. Задня була коричневою й без смуг, і, отже, більш конеподібна. Розподіл смуг істотно варіювався між особами. Мало що відомо про її поведінку, проте, імовірно, вони кочували стадами в 30-50 осіб. Ареал розповсюдження обмежувався тереном Карру колишніх Капської провінції й південної частин Оранжевої республіки Південної Африки.
З початку нідерландської колонізації Південної Африки на кваг сильно полювали, також вони конкурували з домашніми тваринами за пасовища. Остання квага в дикій природі загинула 1878-го. Останній у світі віслюк кваги помер у неволі в Амстердамі 12 серпня 1883-го. У 1984-му році квага була першою вимерлою твариною, аналіз ДНК якої було проведено.
Одомашнення кваги було трохи дивним — їх використовували для охорони стад інших домашніх тварин. Вони набагато раніше за інших домашніх тварин (овець, корів, кур) відчували наближення хижака й попереджали людей гучним криком «квах», завдяки якому й отримали свою назву.
Генетичне дослідження, опубліковане у 2005 році, підтвердило статус підвиду квага. Воно показало, що в них було достатньо невелике генетичне різноманіття, і що відокремлення від інших підвидів рівнинної зебри відбулось від 120 до 290 тисяч років тому, у плейстоцені, можливо, у час передостаннього льодовикового максимуму.

## Проєкт «Квага»
У 1987 році був запущений проєкт відновлення кваг як біологічного підвиду, «Quagga Breeding Project». Проєкт організовано за участю експертів — зоологів, селекціонерів, ветеринарів, генетиків та екологів. Були виведені селекційним шляхом 9 тварин, яких помістили для спостереження в парк Етоша, Намібія, і в спеціальний табір, розташований поблизу містечка Робертсон, Cape Nature Conservancy farm Vrolijkheid.
20 січня 2005 на світ з'явився представник третього покоління кваги — огир Генрі, який настільки схожий на типову квагу, що деякі експерти впевнені — він навіть більш схожий на квагу, ніж деякі музейні експонати цієї тварини, виготовлені з натуральних шкір. Один з родоначальників проєкту, натураліст Рейнгольд Рау, впевнений, що проєкт буде вдалим, і незабаром відновлених кваг розселятимуть на просторах Південної Африки.
У березні 2016 року проєкт Quagga перерахував 116 тварин у 10 місцях, деякі з яких знаходяться поблизу Кейптауна. Зі 116 тварин наразі шість особин демонструють сильно зменшений малюнок смуг. Мета полягає в тому, щоб створити популяцію приблизно з 50 таких зебр і перемістити їх на охоронювану територію в межах їхнього колишнього природного середовища існування. Нинішніх особин зі смугастим малюнком, схожим на квагу, називають Генрі, Фредді, DJ14, Ніна Дж, FD15 і Кхумба.